# Vietsenia rotundifolia
Vietsenia rotundifolia är en tvåhjärtbladig växtart som beskrevs av Carlo Hansen. Vietsenia rotundifolia ingår i släktet Vietsenia och familjen Melastomataceae. Inga underarter finns listade i Catalogue of Life.